# Siti di interesse in Cornovaglia
Lista dei siti di interesse storico, naturalistico e culturale della Cornovaglia.

## Siti di interesse
| - Barbara Hepworth Museum - Bodmin and Wenford Railway - Bodmin Moor - Bosco di Cardinham - Capo Cornwall - Collina di Carn Brea con il castello di Carn Brea - Carn Euny - Carnewas and Bedruthan Steps - Carrick Roads - Castello An Dinas - Castello di Pendennis - Castello di Restormel - Castello di St Mawes - Castello di Tintagel - Cattedrale di Truro - Cheesewring - Chiesa parrocchiale di Bodmin - Chûn Castle - Chûn Quoit - Ding Dong mines - Eden Project - Fiume Fowey - Fiume Looe - Geevor Tin Mine - Glendurgan Garden - Godrevy Island - Goonhilly Downs - The Hurlers - Kynance Cove - Land's End - Lanhydrock House - Lanyon Quoit - Lappa Valley Steam Railway - Looe - Looe Island - Leach Pottery - Loe Pool - Logan Rock | - Lost Gardens of Heligan - Mên-an-Tol - Mên Scryfa - Merry Maidens - Mevagissey - Minack Theatre - Mousehole - Mullion Cove - Museum of Submarine Telegraphy - National Maritime Museum - National Seal Sanctuary, Gweek - Newlyn Art Gallery - Paradise Park, Hayle - Pencarrow - Penlee House - Poldhu - Polperro - Polzeath e New Polzeath - Penisola di Roseland, con i villaggi di Portloe e St Mawes - Prideaux Place, a Padstow - Priorato di St Germans - Residenza Cotehele - Rough Tor - Royal Cornwall Museum - South Crofty - Sud-ovest Coast Path - St Michael's Mount - Talland Bay - Tate St. Ives - The Lizard, con Capo Lizard e i villaggi di Lizard e Cadgwith - Trebah - Trerice - Trevarno - Trelissick Garden - Tresco Abbey Gardens - Trethevy Quoit - Trinity House National Lighthouse Museum - Villaggio di Chysauster |